# Eparchia tulczyńska
Eparchia tulczyńska – jedna z eparchii Ukraińskiego Kościoła Prawosławnego Patriarchatu Moskiewskiego. Funkcje jej katedry pełni sobór Narodzenia Pańskiego w Tulczynie. 

Eparchia tulczyńska na tle podziału administracyjnego UKP PM

Eparchia została wydzielona w 1994 z eparchii winnickiej i obejmuje następujące rejony obwodu winnickiego: berszadzki, czeczelnicki, hajsyński, iliniecki, lipowiecki, niemirowski, oratowski, pohrebyszczeński, tepłycki, trościański, tulczyński oraz tywriwski. Na ich obszarze działa 19 dekanatów eparchii. W 2007 funkcjonowało 420 parafii, w których pracowało 245 kapłanów. 66 parafii nie posiadało własnych cerkwi. 
W 2013 część eparchii weszła w skład nowej administratury – eparchii mohylowsko-podolskiej.
Na terenie eparchii działają 2 monastery: Zaśnięcia Matki Bożej w Słobodzie Tyszkowskiej (męski) oraz Świętej Trójcy w Niemirowie (żeński).

## Biskupi tulczyńscy
- Jonatan (Jeleckich), 2024-2024[5]
- Sergiusz (Anicoj), od 2024[6]